# Bloodline (série télévisée)
Pour les articles homonymes, voir Bloodline.
Bloodline est une série télévisée américaine en 33 épisodes d'environ 52 minutes créée par Todd A. Kessler, Glenn Kessler et Daniel Zelman et diffusée entre le 20 mars 2015 et le 26 mai 2017 sur Netflix.
La première saison est dévoilée dans la section Berlinale Special lors du 65e festival de Berlin en février 2015.

## Synopsis
Robert et Sally Rayburn sont les propriétaires de Rayburn House, un hôtel réputé des Keys, au large de la Floride. Ils ont eu ensemble trois fils et deux filles. Leur famille est très soudée, à l'exception du fils aîné, Danny, qui a quitté l'archipel et entretient des relations exécrables avec son père. Alors qu'une grande fête est organisée pour célébrer les 45 ans de l'ouverture de l'hôtel, Danny revient dans les Keys. Son retour coïncide avec une série d'événements plus ou moins dramatiques et fait remonter à la surface de vieilles histoires familiales dont la mort par noyade d'une des filles.

## Distribution

### Acteurs principaux
- Kyle Chandler (VF : Emmanuel Curtil) : John Rayburn
- Ben Mendelsohn (VF : Patrick Béthune) : Danny Rayburn (saisons 1 et 2, invité saison 3)
- Linda Cardellini (VF : Julie Turin) : Meg Rayburn
- Norbert Leo Butz (VF : David Kruger) : Kevin Rayburn
- Jacinda Barrett (VF : Brigitte Aubry) : Diana Rayburn
- Jamie McShane (VF : Patrick Delage) : Eric O'Bannon
- Enrique Murciano (VF : Benjamin Pascal) : Marco Diaz
- Sissy Spacek (VF : Frédérique Cantrel) : Sally Rayburn
- Katie Finneran (VF : Vanina Pradier) : Belle Rayburn (saisons 2 et 3, récurrente saison 1)
- Sam Shepard (VF : Hervé Bellon) : Robert Rayburn (saison 1, invité saison 2)
- John Leguizamo (VF : Emmanuel Karsen) : Ozzy Delvecchio (saisons 2 et 3)
- Andrea Riseborough (VF : Léa Gabriele) : Evangeline Radosevich (saison 2)
- Owen Teague (VF : Benjamin Bollen) : Nolan Rayburn (saison 2)
- Chloë Sevigny (VF : Sybille Tureau) : Chelsea O'Bannon (saison 3, récurrente saisons 1 et 2)

### Acteurs récurrents
- Brandon Larracuente (VF : Benjamin Bollen) : Ben Rayburn
- Taylor Rouviere (VF : Elsa Davoine) : Jane Rayburn
- Steven Pasquale (VF : Ludovic Baugin) : Alec Wolos
- Mia Kirshner (VF : Laura Zichy) : la femme séduisante
- Michael Beasley (VF : Asto Montcho) : Little Jack
- Indigo (VF : Laurence Mongeaud) : Gwen Girard
- Randy Gonzalez (VF : Frédéric Tokarz) : Manny
- Claire Bronson (VF : Anne Massoteau) : Dr Andrea Weston
- Julie Claire (en) (VF : Juliette Poissonnier) : Susannah Chaffe
- Cindy Karr (VF : Marie-Martine) : Susie Widmark
- Jeremy Palko (VF : Nicolas Beaucaire) : Nicholas Widmark
- Frank Hoyt Taylor (VF : Patrick Raynal) : Lenny Potts
- Zachary T. Robbins (VF : Rémi Caillebot) : John Rayburn jeune
- Eliezer Castro (VF : Emmanuel Gradi) : Carlos Meijia
- Julie Upton (VF : Brigitte Virtudes) : Karen Rourke
- Gino Vento (VF : Boris Rehlinger) : Rafi Quintana
- Glenn Morshower (VF : Christian Peythieu) : Wayne Lowry
- Edson Jean (VF : Namakan Koné) : Aaron Davis
- Chaz Mena (VF : Wladimir Beltran) : Vicente Cruz
- Bill Kelly (VF : Pascal Germain) : Clay Grunwald
- David Zayas (VF : Enrique Carballido) : le Sheriff Aguirre (saison 2)

- Version française
  - Société de doublage : Dubbing Brothers[3]
  - Direction artistique : Guillaume Orsat[3]
  - Adaptation des dialogues : Sébastien Michel et Houria Belhadji[3]

Source VF : Doublage Séries Database

## Production

### Specifications techniques
L'image de la première saison de la série a été signée par le directeur de la photographie mexicain Jaime Reynoso avec les caméras Arri Alexa et Sony CineAlta PMW-F55 et les optiques Zeiss Master Prime et Angenieux Optimo.

## Épisodes

### Première saison (2015)
1. Partie 1 (Part 1) - Réalisé par Johan Renck
2. Partie 2 (Part 2) - Réalisé par Johan Renck
3. Partie 3 (Part 3) - Réalisé par Adam Bernstein (en)
4. Partie 4 (Part 4) - Réalisé par Todd A. Kessler
5. Partie 5 (Part 5) - Réalisé par Jean de Segonzac
6. Partie 6 (Part 6) - Réalisé par Alex Graves
7. Partie 7 (Part 7) - Réalisé par Tate Donovan
8. Partie 8 (Part 8) - Réalisé par Daniel Attias
9. Partie 9 (Part 9) - Réalisé par Simon Cellan Jones (en)
10. Partie 10 (Part 10) - Réalisé par Michael Morris (en)
11. Partie 11 (Part 11) - Réalisé par Ed Bianchi (en)
12. Partie 12 (Part 12) - Réalisé par Carl Franklin
13. Partie 13 (Part 13) - Réalisé par Ed Bianchi

### Deuxième saison (2016)
Le 31 mars 2015, la série a été renouvelée pour une seconde saison dont la sortie est annoncée pour le 27 mai 2016.
1. Partie 14
2. Partie 15
3. Partie 16
4. Partie 17
5. Partie 18
6. Partie 19
7. Partie 20
8. Partie 21
9. Partie 22
10. Partie 23

### Troisième saison (2017)
Le 31 mars 2015, la série a été renouvelée pour une troisième et dernière saison de dix épisodes, mise en ligne le 26 mai 2017.
1. Partie 24
2. Partie 25
3. Partie 26
4. Partie 27
5. Partie 28
6. Partie 29
7. Partie 30
8. Partie 31
9. Partie 32
10. Partie 33